# 有田町立大山小学校
有田町立大山小学校（ありたちょうりつおおやましょうがっこう）は、佐賀県西松浦郡有田町大木宿（おおぎしゅく）にある公立小学校。

## 概要
有田焼の産地として知られる有田町の北部にあり、伊万里市が近い。国の学制施行にともない、1872年に創立された。2022年、創立150周年を迎えた。2021年度の児童数は236名（特別支援学級の14名を含む）。

## 沿革
- 1872年（明治5年）- 字森の木庵を仮校舎として教育を開始。
- 1879年（明治12年）- 大木宿に校舎を設け「大木小学校」が開校。
- 1881年（明治14年）- 「山谷小学校」が開校。
- 1883年（明治16年）- 大字大木 字立部に「大木山谷曲川三村組合立 涵養小学校」が開校。
  - 大木と山谷の小学校2校が統合され、山谷分教場が設置される。
- 1886年（明治19年）- 小学校令の施行により、尋常科（修業年限4年）を設置の上、「大山曲川二村組合立 尋常涵養小学校」に改称。
- 1889年（明治22年）
  - 4月 - 町村制の施行により、大木村と山谷村が合併の上、「大山村」となる。このため、「大山曲川二村組合立尋常涵養小学校」に改称。
  - 6月 - 校舎を増築。
- 1891年（明治24年）4月 - 高等科を併置の上、「大山曲川二村組合立涵養尋常高等小学校」に改称。山谷分教場が分離の上、「山谷尋常小学校」として独立。
- 1902年（明治35年）4月 - 「大山尋常小学校」に改称。
- 1903年（明治36年）
  - 3月 - 涵養尋常高等小学校の尋常科を統合。（そのため涵養小学校は高等科のみの「大山曲川二村組合立涵養高等小学校」となる。）
  - 10月 - 大山村の中央大字大木字長野に移転。
- 1908年（明治41年）4月 - 涵養高等小学校の廃止に伴い、高等科を併置の上、「大山尋常高等小学校」に改称。この時、改正小学校令の施行により、義務教育年限（尋常科の修業年限）が4年から6年に延長される（尋常科6年・高等科2年）。
- 1919年（大正8年）7月 - 大山農業補習学校が併設される。
- 1921年（大正10年）- 併置の農業補習学校に女子部が設置される。
- 1922年（大正11年）- 農業補習学校の男子部と女子部が統合の上、大山実業補習学校となる。
- 1926年（大正15年）7月- 実業補習学校が青年訓練所充当となる。
- 1927年（昭和2年）- 実業補習学校が小学校高等科と統合の上、大山公民学校となったため、「大山尋常小学校」に改称。
- 1935年（昭和10年）- 青年学校令により、大山公民学校が大山実業青年学校に改称。
- 1936年（昭和11年）- 講堂が完成。
- 1941年（昭和16年）4月 - 国民学校令の施行により、「大山国民学校」に改称。尋常科を初等科に改める（初等科6年）。
- 1944年（昭和19年）4月 - 実業青年学校との併設を改称。
- 1947年（昭和22年）4月 - 学制改革（六・三制）が行われる。
  - 国民学校初等科は「大山村立大山小学校」に改組される。
  - 青年学校普通科は新制中学校「大山村立大山中学校」に改組され、青年学校校舎の使用を継続。
- 1955年（昭和30年）
  - 4月1日 - 西有田村の発足により、「西有田村立大山小学校」に改称。
  - この年 - 校舎を改築。
- 1965年（昭和40年）
  - 4月1日 - 西有田町の発足により、「西有田町立大山小学校」に改称。特殊学級を設置。
  - 7月 - プールが完成。
- 1966年（昭和41年）8月 - 校歌を制定。
- 1974年（昭和49年）10月 - 新校舎が完成。
- 1977年（昭和52年）11月 - 創立100周年記念式典を挙行。
- 1979年（昭和54年）3月 - 特別教室棟が完成。
- 1983年（昭和58年）3月 - 体育館が完成。
- 1988年（昭和63年）2月 - 多目的室利用新校舎が完成。
- 2006年（平成18年）3月1日 - 有田町との合併により、「有田町立大山小学校」（現校名）に改称。

## 通学区域
桑木原（くわこば）、山本（やまもと）、大木宿（おおぎしゅく）、立部（たちべ）、広瀬（ひろせ）、広瀬山（ひろせやま）、岳（たけ）、山谷切口（やまだにきりぐち）、上山谷（かみやまだに）、下山谷（しもやまだに）、山谷牧（やまだにまき）、二ノ瀬（にのせ）

## 進学先中学校
- 有田町立西有田中学校

## 校区内の主な施設
- 竜門峡
- 岳の棚田（日本の棚田百選）
- 山谷大堤（ため池百選）
- 有田町西図書館（有田町役場庁舎2階）

## 交通
- 松浦鉄道西九州線大木駅から徒歩1分、車で1分（70 ｍ）
- JR佐世保線有田駅から車で10分（6.6 kｍ）
- 西肥バス 有田町コミュニティバス 大山小学校入口
- 西九州自動車道佐世保三川内インターチェンジから車で10分（7.3 km）

## 参考資料
- 「西有田町史 下巻」（西有田町史編さん委員会, 1988年（昭和63年）9月30日発行）